# Baksa Csaba
Baksa Csaba (Budapest, 1946. március 8. – 2019. március 29.) magyar geológus és közgazdász.

## Életpályája
Geológiai tanulmányait az Eötvös Loránd Tudományegyetemen végezte 1969-ben. 1972-től a recski mélyszinti földtani kutatások vezető geológusa volt,  1974-ben doktorált. 1984-től az Országos Érc- és Ásványbányák budapesti központjában dolgozott  főmérnökként, majd kereskedelmi igazgatóként. 1988-ban Kanadában kutatott vállalati megbízásból, 1992-ben  egyetemi közgazdaságtudományi diplomát szerzett, majd bányászati vállalkozó lett. 
2010-ben megválasztották a Magyarhoni Földtani Társulat elnökéve, mely tisztséget 2018-ig megtartotta. 
Elnöksége alatt a  társaság jelentős sikereket ért el,  működő kapcsolatokat alakított ki a magyarországi és más országokbeli szakmai társszervezetekkel (így pl. az Erdélyi Magyar Műszaki Tudományos Társasággal).

## Munkássága
Kutatási eredményeit számos szakcikkben közölte. Több könyv szerzője. A Földtani Közlöny felelős kiadója volt éveken keresztül.

### Könyvei
- Mezozóos ősföldrajzi határ-e a Darnó-vonal? (társszerzőkkel) A Földtani Közlöny különlenyomata/113. kötet, 1. füzet. Budapest, 1983
- Baksa Csaba, Lázár István: Bányavirágok. Ásványok Magyarországról, Corvina Könyvkiadó, Budapest, 1989
- Érckutatások Magyarországon a 20. században (társszerzőkkel),  Miskolci Egyetem-Érc- és Ásványbányászati Múzeum–Herman Ottó Múzeum–MTA Miskolci Akadémia Bizottság, Miskolc-Rudabánya, 2002

## Kitüntetése
- A Földtani Kutatás Kiváló Dolgozója